# 領域主権
領域主権（りょういきしゅけん、英語: territorial sovereignty）は、国家は独立を確保するために他国の介入を排除して、領土・領海・領空などの自国領域に関し各種の国家作用を行うことができるとする、主権の一部をなす権利である。
領土主権と呼ばれることもある。

## 意見対立
国家とその領域をどのように関連付けるかについて、大きく分けて2つの学説が対立した。そのうちのひとつが「客体説」であり、これによると領域主権は領域に対する使用・処分といった行為のための対物的権利とされる。これは国内私法上の私的所有権を類推してこれを国家と領域との関係に当てはめようとするものであり、国家の領域が絶対君主個人の財産であるとする考え方に由来している。これに対し「空間説」は領域主権を統治の権利としてとらえる。これによると国家が領域主権を行使するのは物としての領域そのものだけではなく、領域内にあるすべての人・物・事実に対してであり、国家領域を国家がそのような支配権を行使するための抽象的な「空間」とみなす。実際には、前者の「客体説」に対しては国内私法の安易な類推であり国際社会に対応していないという批判がなされ、後者の「空間説」は国際法上の領域主権の包括性に注目する点で支持を得たが、これも例えばアラスカ購入などのような領域の他国への割譲が行われる現実を十分に説明しうるものとはいえない。したがって現代では、領域主権は「客体説」と「空間説」の双方の側面を併せ持つものとして捉えられる。

## 領域主権に関連する国家の権利義務

### 規制権
国家はその領域内にあるすべての人・物・事実に対して、「排他的」かつ「包括的」に規制を及ぼすことができる。ここでいう「排他的」とは自国領域内における他国の権限行使を排除し、自国のみが権限を行使することができることを意味する。ただしこの「排他性」は必ずしも絶対的なものではなく、例えば主権免除や特権免除、領海内の他国船舶の無害通行権など、国際慣習法上他国の権利行使を受忍しなければならない場合もある。また「包括的」とは、国籍等による区別なく立法・行政・司法といった国家作用が領域内のすべての人・物・事実に及ぶということを意味する。しかしこれも無制約なものではなく、例えば国際運河や国際河川のように特定の場所における特定の国家の権利が条約によって制約されることもある。またこれ以外にも、例えば国家免除、特権免除、外国船舶の無害通航権、船内規律事項などの例外がある。軍艦の通航権については、かつては敵対行為を取っていなくても通行を禁止する船種基準説が一般的であったが、現在は、「沿岸国の平和・秩序・安全を害しない」無害通航（領海条約14条4項）である限り、通航を認める行為基準説が一般的である

### 領域の使用
基本的に国家は自国の領域を自由に使用・処分することができる。他国との共有物や共同領有域などのように国際法上特別な制度が存在し一方の国の権利行使によってもう一方の国に損害を与えうる確実な証拠がない限り、自国領域の使用・処分に関して他国との条約などの合意を得る必要はない。しかし国家は自らその領域を使用したり私人にその使用を許可するにあたって、他国の国際法上の権利を侵害してはならない。これは領域使用の管理責任といわれ、国内私法上の相隣関係の法理が国際関係にも適用されたものと考えられている。